# Антиподский прыгающий попугай
Антиподский прыгающий попугай, или антиподов какарики (лат. Cyanoramphus unicolor) — птица отряда попугаеобразных.

## Внешний вид
Длина тела у самцов до 32 см, у самок 29 см; вес до 136 г. Окраска оперения, в основном, зелёная. Грудь, брюшко и подхвостье жёлто-зелёные. Голова зелёная, надкрылья фиолетово-синие. Клюв светлый, серебристо-серый, с чёрным кончиком. Радужка оранжевая. Ноги серые.

## Распространение
Обитает на островах Антиподов. Там же обитает и другой вид — Cyanoramphus hochstetteri.

## Образ жизни
Населяют луга. Питаются листьями, почками, злаками и стеблями осоки, иногда семенами и цветками, очевидно, не пренебрегают и мхом. Имеют некоторые хищнические повадки: могут есть падаль и разорять гнёзда других птиц, что нехарактерно попугаям. 

## Размножение
Гнездятся в норах, часто более метра длиной. В кладке 5-6 яиц. В природе выживают 1-3 птенца. Продолжительность жизни более 10 лет.
Внесён в Приложение II САЙТС.